# فيدا زاغوراتس
فيدا زاغوراتس(بالإنجليزية: Veda Zagorac) (شيشيناتس، بانيا، 1914 - 28 أكتوبر 1989، بلغراد) كانت ناشطة سياسية وخبيرة اقتصادية وكاتبة. خلال فترة زواجها من الصحفي والسفير اليوغوسلافي زدرافكو بيتشار، أمضت أكثر من عشرين عامًا من حياتها في إفريقيا. وبناء على اقتراحها، بدأ الزوجان بجمع التحف والقطع الفنية معًا، وبفضل ذلك تم إنشاء متحف الفن الأفريقي في بلغراد ، والذي يحمل أيضا اسم مجموعة فيدا والدكتور زدرافكو بيتشار .

## سيرة

فيدا زاغوراتس في القاهرة

سُميت فيدا زاغوراتس عند الولادة تسفيتا جورجيتسا زاغوراتس (Cvijeta-Đurđica Zagorac) من الأب أندريا زاغوراتس والأم سلافا أوغرينوفيتش. بعد وفاة والدها في الحرب العالمية الأولى، اعتنت والدتها بتعليم ابنتها ولذلك نشأت فيدا تحت تأثير قوي من أمها، وقرأت للأدباء مثل كرليزا وتسيساريتس، وتقربت من «الأفكار التقدمية»، كما جاء في نص للحزب الشيوعي اليوغوسلافي من عام 1978. وتخرجت من مدرسة زغرب الثانية الثانوية في عام 1931. ثم درست الفلسفة وأكملت دراستها للغة الألمانية في فيينا، لتلتحق في النهاية بكلية الاقتصاد في زغرب، حيث تخرجت منها عام 1941.
خلال فترة الدراسة الجامعية، انضمت فيدا إلى العديد من منظمات الشباب والنساء، وتم قبولها في رابطة الشباب الشيوعي في يوغوسلافيا (SKOJ) في عام 1934. خلال نفس تلك الفترة، غيرت اسمها من تسفيتا جورجيتسا إلى اسمها الثوري والحزبي لاحقًا - فيدا (Veda). وفي الوقت نفسه، بدأت في تنفيذ مهمة بارزة في التحريض في جامعة زغرب، كما يتضح من انضمامها إلى الحزب الشيوعي اليوغوسلافي (KPJ) في 1936. خلال فترة دراستها، قامت بعدد من المهام ذات المسؤولية الكبيرة على خط زغرب - باريس - فيينا.
وكانت تسافر كثيرًا في إطار تدريبها المهني، وتحمل خلالها بريد الحزب للمناضلين الذين كانوا متجهين إلى إسبانيا عبر باريس. وفي عامي 1936 و1937 في باريس، أكملت فيدا دورة في اللجنة المركزية للحزب الشيوعي اليوغوسلافي، حيث أصبحت على اتصال بأعلى مستويات الحزب. عند عودتها إلى يوغوسلافيا في أواخر عام 1937 بدأت فيدا زاغوراتس تسكن في منزل لها في زغرب، حيث أقام سرًا تيتو في كثير من الأحيان. كانت فيدا من الأشخاص المقربين لجوزيف بروز تيتو، الذي بناءً على إلحاحه اشترت المنزل في زغرب، الذي كان تيتو يقيم سراً فيه فيما بعد. وتوجد لوحة تذكارية على المنزل مكتوب عليها: «في هذا المنزل في عامي 1939 و1940، عمل الأمين العام للحزب الشيوعي اليوغوسلافي، جوزيف بروز تيتو، وأقام بشكل غير قانوني.»
قبل الحرب العالمية الثانية، كانت متزوجة من تيودور ستانفوكوفيتش [الصربية]، عضو في الحزب الشيوعي اليوغوسلافي، وصادفها الاحتلال النازي في زغرب. ثم فرت إلى مدينة شيد، حيث قُبض عليها في 30 أبريل 1941 وأُطلق سراحها بعد فترة وجيزة. أمضت فيدا فترة الحرب في منطقتي إستريا وساحل البحر الأدرياتيكي. كانت وقتها محررة لصحيفة «المرأة المناضلة» (Žena u borbi) التابعة للبارتيزان، وعضوًا في المجلس الرئيسي لجبهة النساء المناهضة للفاشية (Antifašistički front žena, AFŽ)، كما حررت أيضًا مجلة «كلمة كرايينا» (Riječ Krajine). تزوجت من زدرافكو بيتشار في 15 ديسمبر 1944 أمام اللجنة الشعبية في مدينة شيبينيك المحررة حديثًا. قضت فيدا نهاية فترة الحرب منفصلة عن زدرافكو، الذي كانت تراسله من شيبينيك وتبين في رسائلها الحب الكبير الذي يكنه الثوريين الشابين، كما يلاحظ انشغالهما ببناء دولة جديدة.
أما بعد الحرب، فشغلت فيدا زاغوراتس عددًا من المناصب المهمة في مجالات الاقتصاد والصحافة والثقافة. وعلى الرغم من أنها تقاعدت في 10 يناير 1967 إلا أنها واصلت الكتابة والنشر عن إفريقيا، وكذلك عن قضية المرأة، وخاصة تحرير المرأة في يوغوسلافيا. انفصلت عن زوجها زدرافكو بيتشار في 7 ديسمبر 1981 مع أنها بقيت على علاقة جيدة معه حتى نهاية حياتها. وواصلت العيش في بلغراد، «متواضعة، هادئة، حازمة، لا تعرف الكلل»، كما وصفها كاتب سيرتها التابع للحزب الشيوعي.
طوال حياتها، كانت لدى فيدا عدة اهتمامات تابعتها بشغف كبير، وأكبرها هي الاقتصاد، وجمع التحف الفنية وإفريقيا. كانت تتحدث الإنجليزية والفرنسية والألمانية. وحصلت على وسام الجمهورية مع الإكليل الذهبي (1978)، ووسام الحرب التذكاري، ووسام الاستحقاق الشعبي من الدرجة الثالثة، ووسام الأخوة والوحدة من الدرجة الثانية، ووسامين مصريين. كما حصلت على اللوحة الذهبية في المعرض الفيدرالي الأول للمصورين الصحفيين في يوغوسلافيا في عام 1957. توفيت فيدا زاغوراتس في 28 من أكتوبر 1989.

## معرض الصور

في الأكروبوليس
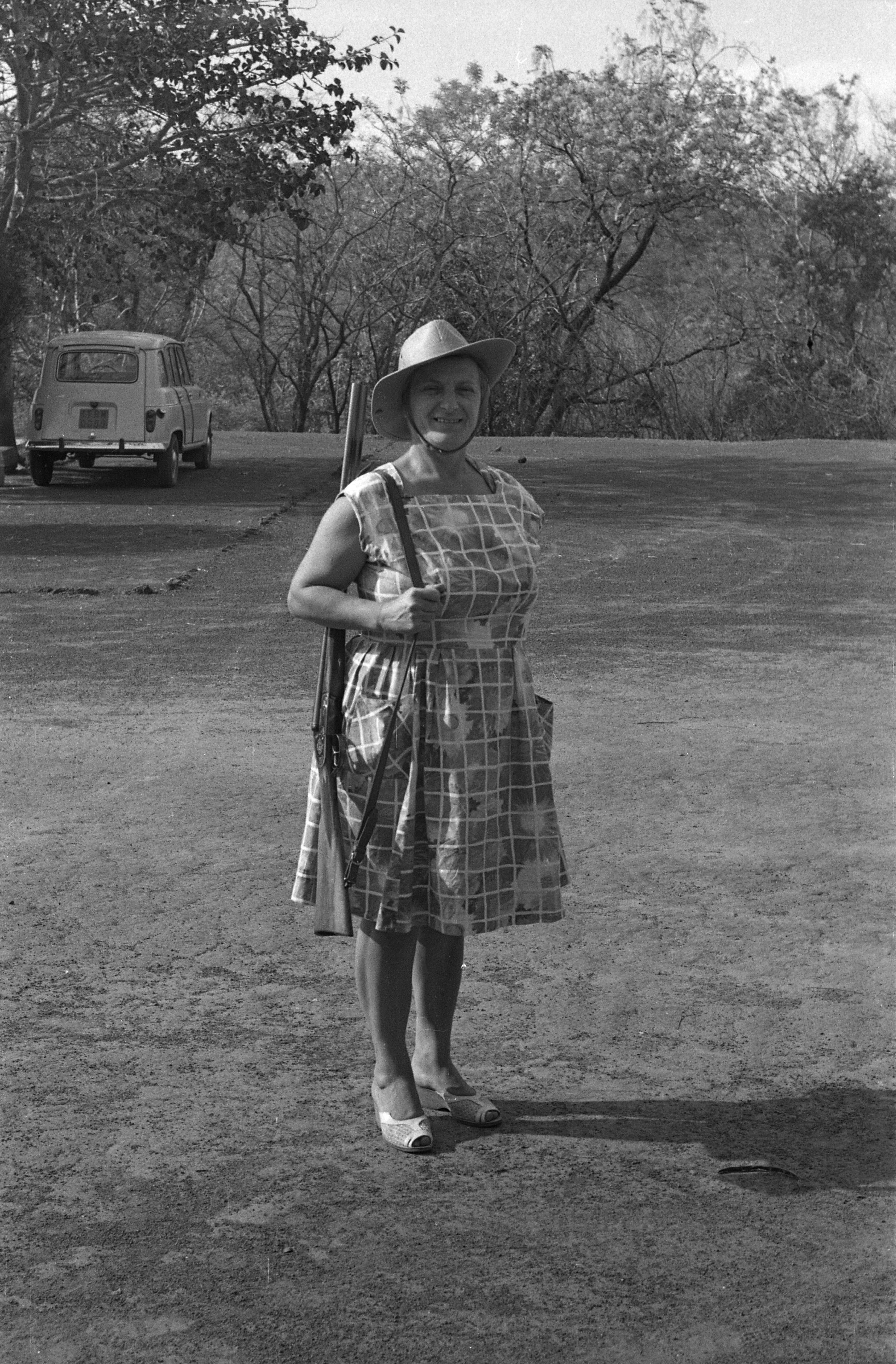
فيدا زاغوراتس في رحلة صيد
في مضيق البوسفور
زاغوراتس في المكتب
مع مجموعة من الأطفال في الحمامات
فيدا زاغوراتس في افتتاح قناة السويس؛ وخلفها جمال عبد الناصر

## روابط خارجية
- المواطنون المستحقون
- حكمة قديمة من قارب صيد
- لا يستطيع الإنسان البقاء وحيدًا - مجلة KUŠ
- حول بيت فيدا